# Città del Vietnam

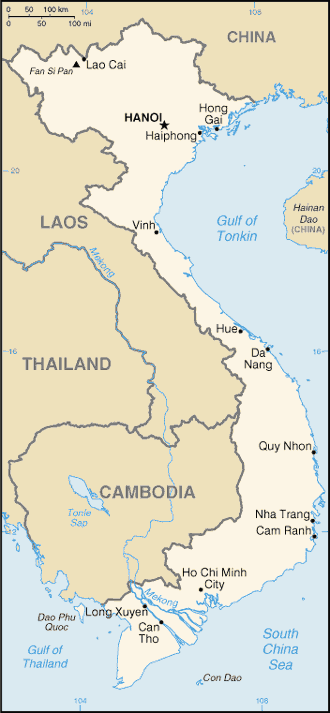
Mappa del Vietnam

Lista di città del Vietnam, nazione dell'Asia.

## Città principali
Le "città controllate centralmente" (hành phố trực thuộc trung ương) sono cinque e sono quelle che hanno un'importanza significativa in termini politici, economici e culturali del Paese. Esse sono controllate direttamente dal Governo del Vietnam:
- Cần Thơ
- Đà Nẵng
- Hanoi
- Ho Chi Minh
- Haiphong

## Altre città
Le "città provinciali" sono sotto l'amministrazione delle province del Vietnam. Le seguenti hanno una popolazione compresa tra un milione e 70.000 abitanti:
- Biên Hòa
- Buôn Ma Thuột
- Bà Rịa
- Bạc Liêu
- Bảo Lộc
- Bắc Giang
- Bắc Ninh
- Ben Tre
- Cam Ranh
- Cao Bằng
- Cao Lãnh
- Chau Doc
- Cà Mau
- Cẩm Phả
- Huế
- Hà Tĩnh
- Hưng Yên
- Hạ Long
- Hải Dương
- Hoa Lư
- Hội An
- Kon Tum
- Long Xuyen
- Lào Cai
- Lạng Sơn
- Móng Cái
- Mỹ Tho
- Nam Dinh
- Nha Trang
- Phan Rang-Tháp Chàm
- Phan Thiết
- Phủ Lý
- Pleiku
- Quy Nhơn
- Quảng Ngãi
- Rạch Giá
- Sa Đéc
- Sóc Trăng
- Sơn La
- Tam Kỳ
- Thanh Hóa
- Thái Bình
- Thái Nguyên
- Trà Vinh
- Tuy Hoa
- Tuyen Quang
- Tân An
- Uông Bí
- Vinh
- Việt Trì
- Vĩnh Long
- Vĩnh Yên
- Vũng Tàu
- Yên Bái
- Điện Biên Phủ
- Da Lat
- Đông Hà
- Đồng Hới

| #  | Città       | Vietnamita  | Popolazione | Anno | Provincia |
| -- | ----------- | ----------- | ----------- | ---- | --------- |
| 1  | Ho Chi Minh | Hồ Chí Minh | 8 993 082   | 2019 |           |
| 2  | Hanoi       | Hà Nội      | 8 053 553   | 2019 |           |
| 3  | Haiphong    | Hải Phòng   | 2 028 514   | 2019 |           |
| 4  | Cần Thơ     | Cần Thơ     | 1 569 301   | 2019 |           |
| 5  | Đà Nẵng     | Đà Nẵng     | 1 134 310   | 2019 |           |
| 6  | Vinh        | Vinh        | 490 000     | 2015 |           |
| 7  | Thanh Hóa   | Thanh Hóa   | 393 294     | 2012 |           |
| 8  | Nha Trang   | Nha Trang   | 361 454     | 2009 |           |
| 9  | Huế         | Huế         | 338 994     | 2010 |           |
| 10 | Vũng Tàu    | Vũng Tàu    | 304 895     | 2010 |           |
| 11 | Pleiku      | Pleiku      | 218 765     | 2019 |           |
| 12 | Quy Nhơn    | Quy Nhơn    | 217 358     | 2007 |           |
| 13 | Da Lat      | Đà Lạt      | 188 467     | 2004 |           |
| 14 | Lào Cai     | Lào Cai     | 173 840     | 2018 |           |